# مسرح الهاتف (ثياتروفون)

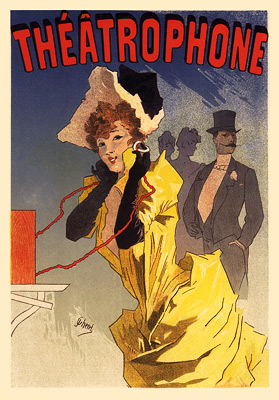
Le Théâtrophone، مطبوعة حجرية لعام 1896 من سلسلة Les Maitre de L'Affiches بواسطة جول شيريت

مسرح الهاتف (بالفرنسية: Théâtrophone)‏ هو نظام توزيع هاتفي متاح في أجزاء من أوروبا يسمح للمشتركين بالاستماع إلى عروض الأوبرا والمسرح عبر خطوط الهاتف. تطور الميكروفون من اختراع كليمان آدر، والذي تم عرضه لأول مرة في عام 1881 في باريس. بعد ذلك، في عام 1890، تم تسويق الاختراع من قبل شركة مسرح الهاتف، والتي استمرت في العمل حتى عام 1932.

## الأصل

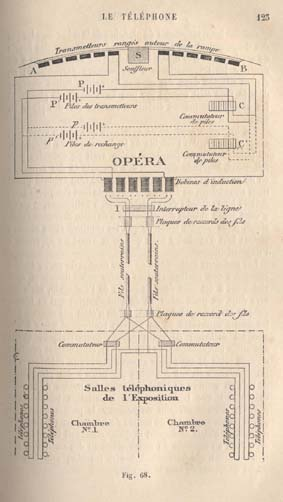
رسم تخطيطي لنموذج أولي لمسرح الهاتف في دار الأوبرا خلال المعرض العالمي في باريس (1881).

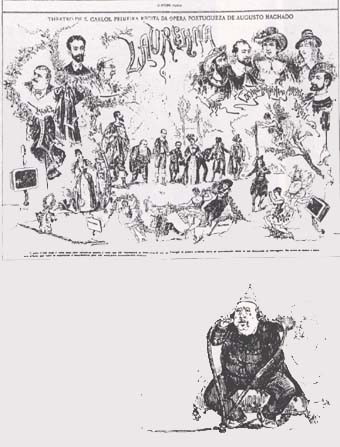
رسم كاريكاتوري من عام 1884 لرافائيل بوردالو بينيرو يصور الملك البرتغالي لويس الأول وهو يستمع إلى الأوبرا عبر مسرح الهاتف.

يمكن إرجاع أصل الميكروفون إلى نظام الإرسال الهاتفي الذي أظهره كليمان آدر في المعرض الدولي للكهرباء عام 1881 في باريس. تم افتتاح النظام من قبل الرئيس الفرنسي جول جريفى، وسمح ببث الحفلات الموسيقية أو المسرحيات. قام آدر بترتيب 80 جهاز إرسال هاتفي عبر مقدمة المسرح لإنشاء شكل من الصوت المجسم بكلتا الأذنين. كان أول نظام صوتي ثنائي القناة، ويتألف من سلسلة من أجهزة الإرسال الهاتفية المتصلة من مسرح أوبرا باريس إلى مجموعة من الغرف في معرض باريس للكهرباء، حيث يمكن للزوار سماع عروض المسرح الوطني الفرنسي والأوبرا باستخدام سماعتين (ستيريو) كانت الأوبرا تقع على بعد أكثر من كيلومترين من المكان. في مذكرة مؤرخة في 11 نوفمبر 1881، وصف فيكتور هوغو تجربته الأولى مع الميكروفون بأنها ممتعة.
في عام 1884، قرر الملك البرتغالي لويس الأول استخدام النظام، عندما لم يتمكن من حضور الأوبرا شخصيًا. حصل مدير شركة إيديسون جاور بيل، الذي قام تركيب نظام مسرح الهاتف ،على وسام المسيح العسكري في وقت لاحق.
تم توفير تقنية مسرح الهاتف في بلجيكا عام 1884، وفي لشبونة عام 1885. في السويد، تم أول إرسال هاتفي لأداء أوبرا في ستوكهولم في مايو 1887. يصف الكاتب البريطاني أويدا شخصية أنثوية في رواية Massarenes (1897) بأنها «أكثر امرأة معاصرة في العالم. مكلفة مثل السفينة المدرعة ومعقدة مثل مسرح الهاتف.»

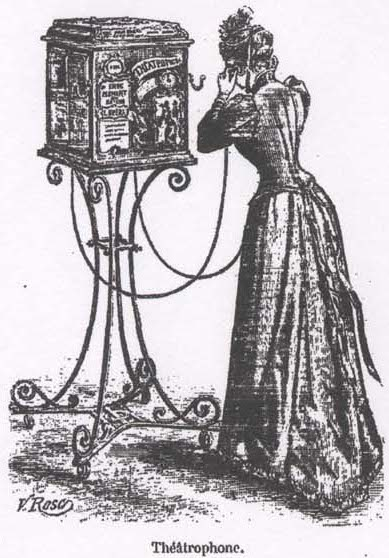
.Le théâtrophone. صورة توضيحية من Le Magasin pittoresque (1892).

## خدمة المسرح الهاتفي
في عام 1890، بدأ تشغيل النظام كخدمة تحت اسم «مسرح الهاتف» في باريس. تم تقديم الخدمة من قبل Compagnie du Théâtrophone (شركة مسرح الهاتف)، التي أسسها مارينوفيتش وسزارفادي. قدم المسرح عروضا مسرحية وأوبرا للمشتركين. يمكن تسمية الخدمة بنموذج أولي للصحيفة الهاتفية، حيث اشتملت على برامج إخبارية مدتها خمس دقائق على فترات منتظمة. قامت شركة مسرح الهاتف بإعداد أجهزة استقبال هاتفية تعمل بقطع النقود المعدنية في الفنادق والمقاهي والنوادي والمواقع الأخرى، بتكلفة 50 سنتًا لمدة خمس دقائق من الاستماع. تم إصدار تذاكر الاشتراك أيضًا بسعر مخفض، من أجل جذب المستخدمين المنتظمين. كانت الخدمة متاحة أيضًا لمشتركي المنازل.
كان الكاتب الفرنسي مارسيل بروست من المتابعين المتحمسين للميكروفون، كما يتضح من مراسلاته. اشترك في الخدمة عام 1911.
تم إجراء العديد من التحسينات التكنولوجية تدريجياً على نظام الميكروفون الأصلي. أعطى مرحل الهاتف البني، الذي تم اختراعه في عام 1913، نتائج مثيرة للاهتمام لتضخيم التيار.
تلقى مسرح الهاتف أخيرًا زيادة في شعبية البث الإذاعي والفونوغراف، وتوقفت شركة مسرح الهاتف (Compagnie du Théâtrophone) عن عملها في عام 1932.

## أنظمة مماثلة
وتشمل الأنظمة المماثلة في أماكن أخرى من أوروبا تيليفون هيرموندو Telefon Hírmondó (تأسست عام 1893) في بودابست و إلكتروفون لندن (تأسست عام 1895). في الولايات المتحدة، اقتصرت الأنظمة المشابهة للميكروفون على تجارب لمرة واحدة. أقام إريك بارنو حفل موسيقي عبر الهاتف تم تنظيمه في صيف عام 1890 ؛ استمع حوالي 800 شخص في فندق جراند يونيون في ساراتوجا إلى البث الهاتفي لمؤلف قصيدة اللواء الخفيف الذي تم إجراؤه في ماديسون سكوير غاردن.

## في الخيال
تحتوي رواية أندرو كرومي السيد مي (2000) على فصل يصور تركيب ميكروفون في منزل مارسيل بروست.
تذكر رواية A Cidade e as Serras (1901) خوسيه ماريا دي إيكا دي كويروس الجهاز كواحد من العديد من السلع التكنولوجية المتاحة لإلهاء الطبقات العليا.
في روايته الخيالية الطوباوية " التطلع إلى الخلف: 2000-1887" (1888)، تنبأ إدوارد بيلامي بأن تكون الخطب والموسيقى متاحة في المنزل من خلال نظام مثل المسرح الهاتفي.